# Distrito de Lure
El distrito de Lure es un distrito (en francés arrondissement) de Francia, que se localiza en el departamento de Alto Saona (en francés Haute-Saône), de la región de Franco Condado. Cuenta con 13 cantones y 194 comunas.

## División territorial

### Cantones
Los cantones del distrito de Lure son:
1. Cantón de Champagney
2. Cantón de Faucogney-et-la-Mer
3. Cantón de Héricourt-Este
4. Cantón de Héricourt-Oeste
5. Cantón de Lure-Norte
6. Cantón de Lure-Sur
7. Cantón de Luxeuil-les-Bains
8. Cantón de Mélisey
9. Cantón de Saint-Loup-sur-Semouse
10. Cantón de Saint-Sauveur
11. Cantón de Saulx
12. Cantón de Vauvillers
13. Cantón de Villersexel

### Comunas
| 1. Abelcourt (70001)                           | 2. Adelans-et-le-Val-de-Bithaine (70004)  | 3. Aillevans (70005)                    | 4. Aillevillers-et-Lyaumont (70006)         |
| 5. Ailloncourt (70007)                         | 6. Ainvelle (70008)                       | 7. Alaincourt (70010)                   | 8. Amage (70011)                            |
| 9. Ambiévillers (70013)                        | 10. Amblans-et-Velotte (70014)            | 11. Amont-et-Effreney (70016)           | 12. Andornay (70021)                        |
| 13. Anjeux (70023)                             | 14. Arpenans (70029)                      | 15. Athesans-Étroitefontaine (70031)    | 16. Autrey-le-Vay (70042)                   |
| 17. Les Aynans (70046)                         | 18. Bassigney (70052)                     | 19. Baudoncourt (70055)                 | 20. Belfahy (70061)                         |
| 21. Belmont (70062)                            | 22. Belonchamp (70063)                    | 23. Belverne (70064)                    | 24. Betoncourt-Saint-Pancras (70069)        |
| 25. Betoncourt-lès-Brotte (70067)              | 26. Beulotte-Saint-Laurent (70071)        | 27. Beveuge (70072)                     | 28. Bouhans-lès-Lure (70081)                |
| 29. Bouligney (70083)                          | 30. Bourguignon-lès-Conflans (70087)      | 31. Breuches (70093)                    | 32. Breuchotte (70094)                      |
| 33. Brevilliers (70096)                        | 34. Briaucourt (70097)                    | 35. Brotte-lès-Luxeuil (70098)          | 36. La Bruyère (70103)                      |
| 37. Chagey (70116)                             | 38. Champagney (70120)                    | 39. Champey (70121)                     | 40. La Chapelle-lès-Luxeuil (70128)         |
| 41. Chavanne (70147)                           | 42. Chenebier (70149)                     | 43. Châlonvillars (70117)               | 44. Châteney (70140)                        |
| 45. Châtenois (70141)                          | 46. Citers (70155)                        | 47. Clairegoutte (70157)                | 48. Coisevaux (70160)                       |
| 49. Conflans-sur-Lanterne (70168)              | 50. Corbenay (70171)                      | 51. La Corbière (70172)                 | 52. Corravillers (70176)                    |
| 53. Courchaton (70180)                         | 54. Courmont (70182)                      | 55. Couthenans (70184)                  | 56. La Creuse (70186)                       |
| 57. Crevans-et-la-Chapelle-lès-Granges (70187) | 58. Creveney (70188)                      | 59. Cubry-lès-Faverney (70190)          | 60. Cuve (70194)                            |
| 61. La Côte (70178)                            | 62. Dambenoît-lès-Colombe (70195)         | 63. Dampierre-lès-Conflans (70196)      | 64. Dampvalley-Saint-Pancras (70200)        |
| 65. Errevet (70215)                            | 66. Esboz-Brest (70216)                   | 67. Esmoulières (70217)                 | 68. Fallon (70226)                          |
| 69. Faucogney-et-la-Mer (70227)                | 70. Faymont (70229)                       | 71. Les Fessey (70233)                  | 72. Fleurey-lès-Saint-Loup (70238)          |
| 73. Fontaine-lès-Luxeuil (70240)               | 74. Fontenois-la-Ville (70242)            | 75. Fougerolles (70245)                 | 76. Frahier-et-Chatebier (70248)            |
| 77. Francalmont (70249)                        | 78. Franchevelle (70250)                  | 79. Fresse (70256)                      | 80. Froideconche (70258)                    |
| 81. Froideterre (70259)                        | 82. Frotey-lès-Lure (70260)               | 83. Frédéric-Fontaine (70254)           | 84. Genevreuille (70262)                    |
| 85. Genevrey (70263)                           | 86. Georfans (70264)                      | 87. Girefontaine (70269)                | 88. Gouhenans (70271)                       |
| 89. Grammont (70273)                           | 90. Granges-la-Ville (70276)              | 91. Granges-le-Bourg (70277)            | 92. Haut-du-Them-Château-Lambert (70283)    |
| 93. Hautevelle (70284)                         | 94. Hurecourt (70287)                     | 95. Héricourt (70285)                   | 96. Jasney (70290)                          |
| 97. Lantenot (70294)                           | 98. La Lanterne-et-les-Armonts (70295)    | 99. Linexert (70304)                    | 100. Lomont (70306)                         |
| 101. Longevelle (70307)                        | 102. La Longine (70308)                   | 103. Lure (70310)                       | 104. Luxeuil-les-Bains (70311)              |
| 105. Luzé (70312)                              | 106. Lyoffans (70313)                     | 107. Magnivray (70314)                  | 108. Magnoncourt (70315)                    |
| 109. Les Magny (70317)                         | 110. Magny-Danigon (70318)                | 111. Magny-Jobert (70319)               | 112. Magny-Vernois (70321)                  |
| 113. Mailleroncourt-Charette (70322)           | 114. Mailleroncourt-Saint-Pancras (70323) | 115. Malbouhans (70328)                 | 116. Mandrevillars (70330)                  |
| 117. Marast (70332)                            | 118. Melincourt (70338)                   | 119. Meurcourt (70344)                  | 120. Miellin (70345)                        |
| 121. Mignavillers (70347)                      | 122. Moffans-et-Vacheresse (70348)        | 123. Moimay (70349)                     | 124. Mollans (70351)                        |
| 125. La Montagne (70352)                       | 126. Montdoré (70360)                     | 127. Montessaux (70361)                 | 128. Mélecey (70336)                        |
| 129. Mélisey (70339)                           | 130. Neurey-en-Vaux (70380)               | 131. La Neuvelle-lès-Lure (70385)       | 132. Oppenans (70395)                       |
| 133. Oricourt (70396)                          | 134. Ormoiche (70398)                     | 135. Palante (70403)                    | 136. La Pisseure (70411)                    |
| 137. Plainemont (70412)                        | 138. Plancher-Bas (70413)                 | 139. Plancher-les-Mines (70414)         | 140. Pomoy (70416)                          |
| 141. Pont-du-Bois (70419)                      | 142. Pont-sur-l'Ognon (70420)             | 143. La Proiselière-et-Langle (70425)   | 144. Quers (70432)                          |
| 145. Raddon-et-Chapendu (70435)                | 146. Rignovelle (70445)                   | 147. Ronchamp (70451)                   | 148. La Rosière (70453)                     |
| 149. Roye (70455)                              | 150. Saint-Barthélemy (70459)             | 151. Saint-Bresson (70460)              | 152. Saint-Ferjeux (70462)                  |
| 153. Saint-Germain (70464)                     | 154. Saint-Loup-sur-Semouse (70467)       | 155. Saint-Saveur (70473)               | 156. Saint-Sulpice (70474)                  |
| 157. Saint-Valbert (70475)                     | 158. Sainte-Marie-en-Chanois (70469)      | 159. Sainte-Marie-en-Chaux (70470)      | 160. Saulnot (70477)                        |
| 161. Saulx (70478)                             | 162. Secenans (70484)                     | 163. Selles (70485)                     | 164. Senargent-Mignafans (70487)            |
| 165. Servance (70489)                          | 166. Servigney (70490)                    | 167. Tavey (70497)                      | 168. Ternuay-Melay-et-Saint-Hilaire (70498) |
| 169. Trémoins (70506)                          | 170. La Vaivre (70512)                    | 171. Le Val-de-Gouhenans (70515)        | 172. Vauvillers (70526)                     |
| 173. Vellechevreux-et-Courbenans (70530)       | 174. Velleminfroy (70537)                 | 175. Velorcey (70541)                   | 176. La Vergenne (70544)                    |
| 177. Verlans (70547)                           | 178. Villafans (70552)                    | 179. Villargent (70553)                 | 180. La Villedieu-en-Fontenette (70555)     |
| 181. Villers-la-Ville (70562)                  | 182. Villers-lès-Luxeuil (70564)          | 183. Villers-sur-Saulnot (70567)        | 184. Villersexel (70561)                    |
| 185. Visoncourt (70571)                        | 186. La Voivre (70573)                    | 187. Vouhenans (70577)                  | 188. Vy-lès-Lure (70581)                    |
| 189. Vyans-le-Val (70579)                      | 190. Échavanne (70205)                    | 191. Échenans-sous-Mont-Vaudois (70206) | 192. Écromagny (70210)                      |
| 193. Éhuns (70213)                             | 194. Étobon (70221)                       |                                         |                                             |